# Ylä-Potkunjärvi
Ylä-Potkunjärvi eller Ylä Potkunjärvi är en sjö i Finland. Den ligger i kommunen Vaala i landskapet Norra Österbotten, i den centrala delen av landet, 500 km norr om huvudstaden Helsingfors. Ylä-Potkunjärvi ligger 155,3 meter över havet. Den är 1,8 meter djup. Arean är 69,5 hektar och strandlinjen är 4,57 kilometer lång. Sjön  ingår i Uleälvens huvudavrinningsområde.   Den ligger vid sjön Piltunginjärvi. 
I övrigt finns följande vid Ylä-Potkunjärvi:
- Lautinjärvi (en sjö)